# Heiligenkreuz (Naumburg)

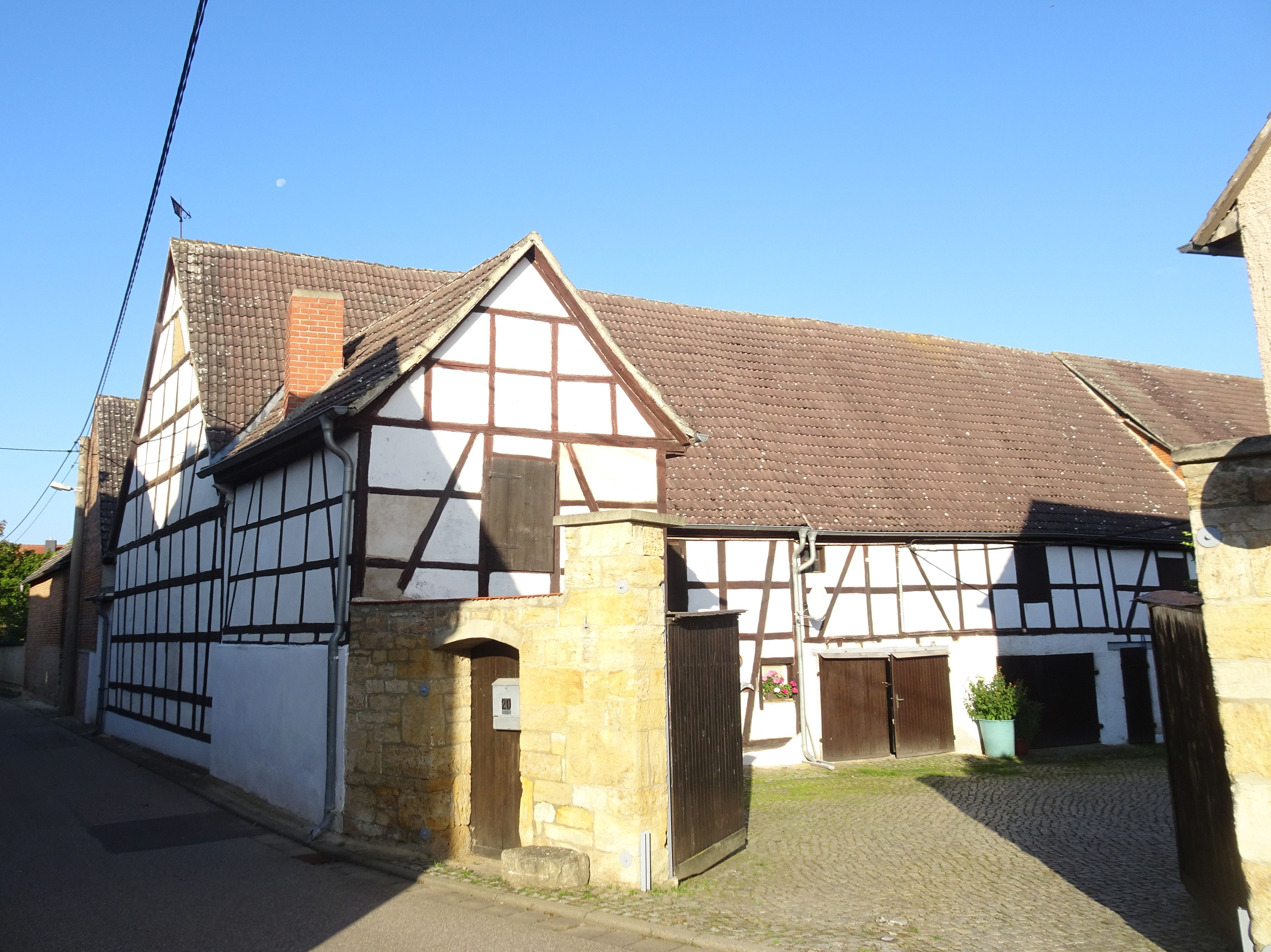
Ansicht aus Heiligenkreuz mit denkmalgeschütztem Gehöft in der Untergasse

Heiligenkreuz ist ein Teil der ehemaligen Gemeinde Crölpa-Löbschütz und heute ein Ortsteil der Stadt Naumburg (Saale) im Burgenlandkreis in Sachsen-Anhalt. Der Ortsteil hatte im Januar 2020 144 Einwohner.

## Lage
Heiligenkreuz befindet sich auf einer Hochfläche südöstlich der Saale und der Rudelsburg. Sowohl Naumburg als auch Bad Kösen sind etwa nach 10 Kilometern zu erreichen. Verkehrsmäßig besteht Anschluss über die Bundesstraße 88. Um Heiligenkreuz beginnt schon das überlösste Hügelland um Zeitz, das sich bis Schmölln und Altenburg erstreckt.

## Geschichte
Die von Wolfgang Kahl aus der Schultes Urkundensammlung entnommene Erwähnung eines Heinrich von Heiligenkreuz als Zeuge in einer Erfurter Urkunde vom 24. Oktober 1217 ist wohl kaum auf diesen Ort zu beziehen. Die erste nachweislich auf diese Ort bezogene Nennung stammt aus dem Jahre 1483. Heiligenkreuz gehörte zum wettinischen Kreisamt Eisenberg, welches aufgrund mehrerer Teilungen im Lauf seines Bestehens unter der Hoheit verschiedener Ernestinischer Herzogtümer stand. 1826 kam der Ort mit dem Nordteil des Kreisamts Eisenberg vom Herzogtum Sachsen-Gotha-Altenburg zum Herzogtum Sachsen-Meiningen und wurde Teil der Exklave Camburg. Von 1922 bis 1939 gehörte Heiligenkreuz zur Kreisabteilung Camburg, anschließend bis 1948 zum thüringischen Landkreis Stadtroda, danach kurzzeitig zum Landkreis Jena.
Bei der Gebietsreform von 1952 in der DDR kam der Ort an den Kreis Naumburg im Bezirk Halle, wodurch seine Zugehörigkeit zu Thüringen endete.
Am 1. Januar 2010 wurde das Dorf mit Crölpa-Löbschütz in die Stadt Naumburg eingemeindet. Im Januar 2020 Jahr lebten 144 Personen im Dorf.